# 472 Рим
472 Рим (472 Roma) — астероїд головного поясу, відкритий 11 липня 1901 року Луіджі Карнерою у Гейдельберзі.